# Mylikouri
Mylikouri (en griego: Μυλικούρι) es un pequeño pueblo en el Distrito de Nicosia de Chipre, que se encuentra justo al sur del Monasterio de Kikkos.